# Scelolophia flavicostaria
Scelolophia flavicostaria là một loài bướm đêm trong họ Geometridae.